# Willy Weber (Maler)
Wilhelm „Willy“ Weber (* 18. Juli 1895 in Ludwigshafen am Rhein; † 24. Juni 1959 ebenda) war ein deutscher Kunstmaler traditioneller Prägung.

## Leben und Werk
Weber war der Sohn eines Ludwigshafener Dekorationsmalers und sollte ursprünglich ebenfalls diesen Beruf ergreifen. Nach kurzem Besuch der Städtischen Schule für Graphisches Gewerbe in München (1911) und der Staatlichen Kunstgewerbeschule München (1912) nahm er jedoch 1913 das Studium an der Königlichen Akademie der Bildenden Künste in München auf. Dort waren Gabriel von Hackl, Hermann Groeber und Carl von Marr seine Lehrer. Diese Ausbildung wurde 1915 durch Webers Kriegseinsatz unterbrochen. 1918 kehrte Weber nach Ludwigshafen zurück und begann als freischaffender Künstler zu arbeiten.
Seit den 1920er Jahren verbrachte Weber den Sommer und Herbst in der Regel am Chiemsee, wo viele Landschaftsbilder entstanden. Ähnlich wie Julius Exter, Eugen Croissant und andere Pfälzer Künstler gehört auch Weber in die Rubrik der sogenannten Chiemseemaler. Durch Reisen nach Frankreich, Spanien und Nordafrika erschloss er sich darüber hinaus zahlreiche weitere Motive. Nicht zuletzt war er ein getreuer Schilderer seiner pfälzischen Heimat und ein treffsicherer Porträtist.
Von 1941 bis 1945 war Weber als Beauftragter der Ludwigshafener Kunstsammlungen tätig. Während des großen Luftangriffs am 5./6. September 1943 wurde sein Ludwigshafener Elternhaus und damit zugleich sein Atelier ausgebombt. Weber übersiedelte daher nach Gstadt am Chiemsee und kehrte nur gelegentlich in seine Heimatstadt zurück. Erst 1955 verlegte er seinen Wohnsitz wieder nach Ludwigshafen.
In seinem Stil blieb Weber zeitlebens einer realistischen Bildauffassung verpflichtet, die freilich durch impressionistische Farbgebung aufgehellt war. Von den Pfälzer Spätimpressionisten wie Otto Dill und Hanns Fay unterscheidet er sich vor allem dadurch, dass er auf die Zeichnung als prägendes Bildelement nie verzichtet hat. Anlässlich einer 1932 ihm gewidmeten Kollektivausstellung in Speyer schrieb Albert Rohrbach über ihn: „Sein hohes zeichnerisches Können, seine leichte kultivierte Pinseltechnik, die seinen Bildern schon immer die besonderern Qualitäten verleihen, kommen ihm mehr noch als bei diesen Sujets ⟨d.h. Stilleben und Landschaften⟩ in seinen Porträtmalereien, an denen man deutlich neuerliche Vertiefung in Leibls Werk spürt, zustatten.“ Von ihm selbst ist folgende Äußerung überliefert: „Ich habe gefühlt, dass der Impressionismus, die südliche Klarheit und Helligkeit der pfälzischen Luft, mich nicht restlos befriedigt, ich hänge immer noch an München und seiner Umgebung, ich bin im Zwiespalt mit dort und dem Freilicht unserer Pfalz.“

## Werke im öffentlichen Besitz
Ein großer Teil des künstlerischen und literarischen Nachlasses befindet sich im Besitz des Stadtarchivs Ludwigshafen am Rhein sowie des dortigen Wilhelm-Hack-Museums.